# Islamski blagdani
Islamski blagdani su svetkovine pripadnika islamske vjeroispovijesti. Najvažniji islamski blagdani su Bajrami: Ramazanski i Kurban Bajram i njih obilježavaju svi muslimani u svijetu. Pored bajrama, posebno mjesto u životima vjernika imaju tzv. blagoslovljene noći (mubarek noći), u kojima se klanjanje (namaz), molitva (dova) i čitanje (učenje) i izučavanje Kurana posebno nagrađuju. Svi muslimani ne svetkuju u sve četiri blagoslovljene noći. Također, sve ostale blagdane slave samo pojedine skupine i narodi islamske vjere.   

## Bajrami
Tijekom jedne hidžretske godine (355 dana) se slave dva bajrama (arap. eid): Ramazanski bajram (Eid al-Fitr) i Kurban-bajram (Eid al-Adha).

### Ramazanski bajram
Ramazanski bajram počinje 1. ševala, dan nakon prestanka posta tijekom mjeseca ramazana, i uključuje prva tri dana tog mjeseca. Obilježavanje počinje klanjanjem bajram namaza, koji se klanja nakon završetka molitve u zoru - sabah namaza, oko pola sata nakon izlaska sunca. Bajram namaz klanjaju samo muškarci, skupno u džamijama i tada imam održava prigodnu propovijed. Bajramska molitva se, po Poslanikovu običaju (sunet), obavlja na otvorenom, na mjestu posebno određenom za to - koje se zove musala. Blagdan je dobio naziv po posebnom obveznom milodaru, koji se zove sadakat al-fitr, a moraju ga udijeliti svi vjernici koji u danima bajrama imaju dovoljno hrane za svoje dnevne potrebe. Daje se novac ili namirnice u vrijednosti vlastite dnevne ishrane, prvenstveno siromasima kako bi i oni mogli osjetiti radost blagdana. Vjernici koji dijele ovu milostinju njome čiste svoj post od eventualnih grijeha i "predaju" ga Bogu. Nakon bajram namaza, tradicionalno se obilaze groblja, gdje se moli za oprost pokojnicima, a posebno šehidima. Dok je bajramski namaz i obilazak umrlih rezerviran za muškarce, žene kod kuće pripremaju obilne objede, gozbe za obitelj. Roditelji tih dana daruju svoju djecu, obilaze se i daruju i susjedi i rodbina.

### Kurban bajram
Kurban bajram se obilježava prva četiri dana mjeseca zu al-hidže, posljednjeg mjeseca u islamskom kalendaru. Za vrijeme tog blagdana muslimani koji su u mogućnosti obavljaju hadž, hodočašće u Meku, petu praktičnu dužnost islama, pa se ovaj blagdan naziva i hadžili bajram. Kurban bajram je blagdan žrtve (tur. kurban znači "žrtva"). Na prvi dan kurban bajrama, hodočasnici u Meki prinose žrtvu, a svi muslimani cijelog svijeta tijekom tri dana ovog blagdana, ako su dužni, također prinose svoje žrtve ("kolju kurban") u vidu ovce, koze, goveda ili deve. Žrtva se prinosi u spomen na proroka Ibrahima (Abrahama), koji je trebao žrtvovati po Alahovoj naredbi kao ispit svoje vjere žrtvovati svog prvorođenca Jišmaela (ne Izaka, kako je navedeno u Bibliji). Kada je Ibrahim odgovorio Božjoj naredbi i krenuo žrtvovati Jišmaela, Bog mu šalje crnog ovna kao zamjenu. Zbog toga i muslimani najčešće žrtvuju ovna ili ovcu, a žrtveno meso se dijeli na tri dijela: jedan za obitelj, jedan za susjede i rodbinu i jedan za siromašne. Muškarci također klanjaju i bajram namaz i obilaze groblja (kao i za ramazanski bajram), a žene pripremaju obilan objed, a prednost se daje korištenju žrtvenog mesa. Darivaju se djeca, obilaze se i daruju susjedi i rodbina, te im se donosi po komad žrtvenog mesa, kao simbol blagoslova i predanosti Bogu.

## Blagoslovljene (mubarek) noći
Blagoslovljene noći nisu blagdani u pravom smislu te riječi, već su to noći tijekom kojih su se desili važni događaji za islam, te se vjeruje da se molitva i učenje Kurana u njima posebno nagrađuje. Samo se najveća od njih (Lejlet al-Kadr ili Noć sudbine) obilježavala za života Poslanika Muhameda, i samo nju svi muslimani obilježavaju. Ostale tri noći su utemeljene nakon Muhamedove smrti, pa ih ne obilježavaju svi muslimani u svijetu.

### Lejlet al-regaib (Noć želja i nadanja)
Lejletul- regaib (Noć želja i nadanja) se obilježava prvog četvrtka u redžebu, sedmom mjesecu islamskog kalendara. Tu noć muslimani provode u molitvi Alahu da im ispuni želje i nade. Navodno, te je noći začet Miljenik Alahov Muhamed. Noć se počela obilježavati nakon Muhamedove smrti i obilježava se do danas, iako za Muhamedova života muslimani nisu dobili nikakve upute u vezi s tim danom.

### Lejlet al-miradž (Noć uznesenja Muhamedova)
Ova noć se obilježava se 26. redžeba. Islamska tradicija tvrdi da je sedme godine svog poslanstva, točno 26. redžeba 618. god. n.e., Poslaniku Muhamedu Alah omogućio posjet drugom svijetu. Na nebo je uznesen na rajskoj životinji Burak (koja je, prema predaji, brža od munje), a vodičem mu je bio osobno melek Džibril (anđeo Gabriel). Njegovo je putovanje nazvano Miradž. Prethodi mu noćno putovanje Isra, a to je Muhamedovo putovanje iz Meke u Jeruzalem, odakle je uznesen do Alahova prijestolja, a vidio je i Dženet (Raj) i Džehenem (Pakao). Ovo putovanje je imalo svrhu da Muhameda učvrsti u uvjerenju da je islam istinit i da je Alah doista Gospodar Svjetova. Cijelo putovanje trajalo samo jednu noć, a kada je Muhamed ujutro ispred Kabe propovijedao o svom iskustvu, protivnici su ga vrijeđali i ismijavali. Tada mu je u pomoć priskočio vjerni sudurug Abu Bakr.
Miradž je opisan u Kuranu, te je stoga dužnost svih muslimana da u njega bespogovorno vjeruju. Ipak, islamski znanstvenici do danas se spore oko pitanja je li Miradž bio samo duhovno, ili i tjelesno putovanje.

### Lejlet al-berat (Noć praštanja)
Ova noć se obilježava se 14. šabana, osmog mjeseca islamskog kalendara. To je noć na polovini mjeseca šabana, a njeno obilježavanje se temelji na Muhamedovoj izreci (hadisu) koju je zabilježio islamski učenjak Taberani:
"Alah se u noći koja pada sredinom šabana obavještava o svim Svojim stvorenjima, i oprašta svima osim mnogobošcu i mrzitelju".
Zato se ova noć i naziva Lejlet al-berat - Noć praštanja. Spomenuta Muhamedova izreka (hadis) i njoj slične su osnova obilježavanja ove noći. Hadisi o ovoj noći sporni su kod islamskih stručnjaka za Poslanihove izreke (muhadisa) sa stanovišta njihove autentičnosti, pa je i obilježavanje ove noći sporno među učenjacima. Islamska zajednica u Hrvatskoj navodi ovu noć u svome kalendaru blagdana, te ju stoga muslimani Hrvatske obilježavaju.

### Lejlet al-kadr (Noć sudbine)
Ova noć se službeno i simbolično obilježava 27. ramazana, devetog mjeseca islamskog kalendara, ali nije izrijekom kazano koja je točno noć Lejlet al-Kadr, sa sigurnošću se zna samo da je u posljednjoj desetini mjeseca ramazana, najvjerojatnije u neparnim noćima. To je najvažnija svetkovina muslimana. Kuran za ovu noć kaže:
Noć sudbine je bolja od tisuću mjeseci. (Al-Kadr, 3.)
Noć sudbine značajna je jer je u njoj započela objava Kurana Muhamedu, a još je važnije vjerovanje muslimana da u toj noći anđeli otvaraju knjigu sudbine svakog pojedinog čovjeka. Iskreno pokajanje u ovoj noći, vjeruju muslimani, donosi oprost od grijeha i blagoslov za godinu koja slijedi. Ali, pošto njeno vrijeme nije nigdje naznačeno, muslimani se pridržavaju običaja Poslanika Muhameda koji je posljednjih 10 dana ramazana provodio u stalnoj molitvi, klanjao dodatne namaze, recitirao Kuran, činio dobra djela i molio Alaha za oprost grijeha. U noći koja je dogovorno uzeta za obilježavanje, 27. ramazana, u džamijama diljem svijeta čitavu noć do zore muslimani provode u molitvi i čitanju Kurana.
Islamski učenjaci tvrde da je točni vrijeme nastupanja ove noći tajna, kako bi se vjernike potaklo da što više vremena u noćima pred kraj ramazana provedu u molitvi, i tako zasluže što više nagrada i oprosta od Alaha.

## Ostali blagdani
Pored navedenih blagdana postoji još manjih blagdana i odabranih dana i noći čiju autentičnost neki muslimani ne priznaju. Osobito se razlikuje njihovo obilježavanje kod sunita i šijita, dvije najveće islamske struje.

### Kod sunita i šijita
Sljedeći islamski blagdani se obilježavaju i kod sunita i kod šijita:
- Islamska Nova godina se obilježava 1. muharema, odnosno navečer uoči ovog dana, jer se prema islamskom kalendaru početak dana računa zalaskom sunca i nastupanjem večernje molitve u danu prije njega. Iako ovaj blagdan nije postojao za vrijeme Poslanika Muhameda (te ga stoga neki muslimani ne priznaju), muslimani danas ga obilježavaju kao prigodu za okupljanje obitelji i darivanje.
- Dan Ašure se obilježava 10. muharema, sa znatnim razlikama kod sunita i šijita. Za sunite je to dan spasa, kada su brojni poslanici i njihovi narodi izbavljeni iz svoji muka (primjerice, vjeruje se da je na taj dan poslanik Nuh (Noa došao do kopna sa svojom arkom nakon potopa). Poslanik Muhamed je preporučio da se ovaj dan posti, što je bio prvi post naređen muslimanima, prije onog ramazanskog. Za šijite je ovo dan tuge, a ne blagdan, jer je na ovaj dan mučenički poginuo Husein, sin Alijev, unuk Poslanikov. Oni ovaj dan obilježavaju tužnim procesijama kroz gradove, uličnim predstavama u kojima oživljavaju događaje vezane za Huseinovu smrt, ali i ritualima samoranjavanja noževima i udaranja lancima po leđima, kako bi osjetili Huseinovu patnju.
- Mevlud je blagdan rođenja Poslanika Muhameda, za koga muslimani vjeruju da je Milost svim svjetovima. Suniti ga obilježavaju 12., a šijiti 17. rebi al-evela, trećeg mjeseca islamskog kalendara. Ovaj blagdan se počeo obilježavati tek u kasnom 12. stoljeću, ali ga većina sunitskih i šijitski učenjaka odobrava. Obilježavanju se suprotstavljaju selefijski učenjaci. Svaka muslimanska nacija ima zasebne običaje obilježavanja mevluda, poput okupljanja u džamijama, pjevanja vjerskih pjesama, karnevala i sl.
- Chaand Raat je blagdan ispraćanja ramazana i iščekivanja bajrama, koji se obilježava isključivo u Južnoj Aziji. Tada se uz ulične proslave čeka ukazanje mlađaka, koji označava kraj ramazana i početak bajrama.
- Dan Arafata se obilježava 9. zu al-hidžea, dan uoči Kurban bajrama. Na taj dan hodočasnici na hadžu obavljaju obvezni obred stajanja na visoravni Arafat, a muslimani širom svijeta ga obilježavaju postom, za koji se vjeruje da briše grijehe u godini prije i poslije ovog dana.

### Isključivo kod šijita
Sljedeće blagdane obilježavaju samo šijiti:
- Arbain se obilježava 20. safera, drugog mjeseca islamskog kalendara. To je blagdan spomena na smrt Huseina, kada se pješice hodočasti Karbela, gdje je on mučenički ubijen.
- Rođendan kalifa Alija se obilježava 13. redžeba. On je najvažnija ličnost u šijitskom islamu, ali i razlog njihova neslaganja sa sunitima, jer šijiti vjeruju da je on trebao biti prvi kalif (Muhamedov nasljednik), te da ta titula pripada dalje njegovim muškim potomcima.
- Rođendan Muhameda al-Mehdija se obilježava 15. šabana, i to isključivo od strane šijita imamija, koji vjeruju da je on pravi Mehdi, spasitelj čovječanstva za kog svi muslimani vjeruju da će doći pred kraj svijeta, kako je to navijestio Poslanik Muhamed. Ostali šijiti i suniti vjeruju da pravi Mehdi još nije rođen.
- Eid al-Gadir se obilježava 18. zu al-hidžea, i to je blagdan proglašenja Alija za Muhamedova nasljednika. Tada šijiti zajednički obnavljaju svoj zavjet vjere, te ga obilježavaju na sličan način kao i dva bajrama.

## Vanjske poveznice
Ostali projekti
|  | Zajednički poslužitelj ima još gradiva o temi Islamski blagdani |